# Darragh O’Brien
Darragh O’Brien (ur. 8 lipca 1974 w Malahide) – irlandzki polityk i samorządowiec, działacz Fianna Fáil, deputowany, senator, od 2020 minister.

## Życiorys
Absolwent wyższej szkoły technicznej IT Carlow. Przez kilkanaście lat pracował jako menedżer w sektorze finansowym.
Zaangażował się w działalność polityczną w ramach ugrupowania Fianna Fáil. W 2004 został radnym hrabstwa Fingal. W 2007 uzyskał mandat posła do Dáil Éireann. W 2011 po wyborczej porażce został nominowany przez premiera w skład Seanad Éireann. W tym samym roku uzyskał reelekcję do tego gremium z ramienia panelu pracowniczego. Pełnił funkcję lidera FF w wyższej izbie irlandzkiego parlamentu. W 2016 powrócił w skład Dáil Éireann, mandat utrzymywał również w kolejnych wyborach w 2020 i 2024.
W czerwcu 2020 objął stanowisko ministra mieszkalnictwa, samorządów i dziedzictwa w rządzie Micheála Martina. Pozostał na tej funkcji w grudniu 2022, gdy na czele gabinetu zgodnie z porozumieniem koalicyjnym stanął Leo Varadkar. Utrzymał ją również w utworzonym w kwietniu 2024 rządzie Simona Harrisa. W styczniu 2025 w powołanym wówczas drugim gabinecie Micheála Martina został natomiast ministrem klimatu, środowiska i energii oraz ministrem transportu.